# Gotoku Sakai
Gotoku Sakai - em japonês, 酒井 高徳 (Nova Iorque, 14 de março de 1991) - é um futebolista profissional japonês nascido nos Estados Unidos e que atua como lateral. Atualmente, está no Vissel Kobe

## Carreira
Nascido em Nova Iorque, Sakai tem pai japonês e mãe alemã, se mudou cedo para o Japão, numa prefeitura perto de Niigata. Assim, começou a carreira nas categorias de base do Albirex Niigata.